# Adrian Williams
Adrian Williams (Reading, 16 agosto 1971) è un allenatore di calcio ed ex calciatore inglese naturalizzato gallese, di ruolo difensore.

## Carriera

### Club
Dopo aver giocato con il Reading, squadra della sua città natale, ha giocato con numerose altre squadre di club.

### Nazionale
Ha più volte rappresentato la Nazionale gallese.

### Allenatore
Ha avuto alcune brevi esperienze da allenatore.

## Statistiche

### Cronologia presenze e reti in nazionale
| Cronologia completa delle presenze e delle reti in nazionale ― Galles | Cronologia completa delle presenze e delle reti in nazionale ― Galles | Cronologia completa delle presenze e delle reti in nazionale ― Galles | Cronologia completa delle presenze e delle reti in nazionale ― Galles | Cronologia completa delle presenze e delle reti in nazionale ― Galles | Cronologia completa delle presenze e delle reti in nazionale ― Galles | Cronologia completa delle presenze e delle reti in nazionale ― Galles | Cronologia completa delle presenze e delle reti in nazionale ― Galles |
| Data                                                                  | Città                                                                 | In casa                                                               | Risultato                                                             | Ospiti                                                                | Competizione                                                          | Reti                                                                  | Note                                                                  |
| --------------------------------------------------------------------- | --------------------------------------------------------------------- | --------------------------------------------------------------------- | --------------------------------------------------------------------- | --------------------------------------------------------------------- | --------------------------------------------------------------------- | --------------------------------------------------------------------- | --------------------------------------------------------------------- |
| 23-5-1994                                                             | Tallinn                                                               | Estonia                                                               | 1 – 2                                                                 | Galles                                                                | Amichevole                                                            | -                                                                     |                                                                       |
| 7-9-1994                                                              | Cardiff                                                               | Galles                                                                | 2 – 0                                                                 | Albania                                                               | Qual. Euro 1996                                                       | -                                                                     |                                                                       |
| 12-10-1994                                                            | Chisinau                                                              | Moldavia                                                              | 3 – 2                                                                 | Galles                                                                | Qual. Euro 1996                                                       | -                                                                     |                                                                       |
| 26-4-1995                                                             | Dusseldorf                                                            | Germania                                                              | 1 – 1                                                                 | Galles                                                                | Qual. Euro 1996                                                       | -                                                                     | 46’                                                                   |
| 7-6-1995                                                              | Cardiff                                                               | Galles                                                                | 0 – 1                                                                 | Georgia                                                               | Qual. Euro 1996                                                       | -                                                                     |                                                                       |
| 6-9-1995                                                              | Cardiff                                                               | Galles                                                                | 1 – 0                                                                 | Moldavia                                                              | Qual. Euro 1996                                                       | -                                                                     |                                                                       |
| 11-10-1995                                                            | Cardiff                                                               | Galles                                                                | 1 – 2                                                                 | Germania                                                              | Qual. Euro 1996                                                       | -                                                                     | 82’                                                                   |
| 24-1-1996                                                             | Terni                                                                 | Italia                                                                | 3 – 0                                                                 | Galles                                                                | Amichevole                                                            | -                                                                     |                                                                       |
| 11-11-1997                                                            | Brasilia                                                              | Brasile                                                               | 3 – 0                                                                 | Galles                                                                | Amichevole                                                            | -                                                                     | 60’                                                                   |
| 25-3-1998                                                             | Cardiff                                                               | Galles                                                                | 0 – 0                                                                 | Giamaica                                                              | Amichevole                                                            | -                                                                     |                                                                       |
| 5-9-1998                                                              | Liverpool                                                             | Galles                                                                | 0 – 2                                                                 | Italia                                                                | Qual. Euro 2000                                                       | -                                                                     |                                                                       |
| 10-10-1998                                                            | Copenaghen                                                            | Danimarca                                                             | 1 – 2                                                                 | Galles                                                                | Qual. Euro 2000                                                       | 1                                                                     |                                                                       |
| 5-6-1999                                                              | Bologna                                                               | Italia                                                                | 4 – 0                                                                 | Galles                                                                | Qual. Euro 2000                                                       | -                                                                     |                                                                       |
| 27-5-2003                                                             | San Jose                                                              | Stati Uniti                                                           | 2 – 0                                                                 | Galles                                                                | Amichevole                                                            | -                                                                     |                                                                       |
| Totale                                                                |                                                                       | Presenze                                                              | 13                                                                    |                                                                       | Reti                                                                  | 1                                                                     |                                                                       |